# Коровново
Коровново — деревня в Солигаличском муниципальном округе Костромской области. Входит в состав Лосевского сельского поселения

## География
Находится в северо-западной части Костромской области на расстоянии приблизительно 10 км на юг-юго-восток по прямой от города Солигалич, административного центра района на реке Воча при впадении в неё Вёксы.

## История
На месте деревни в XVI веке была основана Спас-Александровская пустынь (позднее Преображенская). С 1627 года при монастыре упоминается монастырская хозяйственная слободка, названная Коровьей. В 1764 году слобода отошла государству, а монастырь упразднили, превратив его в село, в котором оставались Покровская и Преображенская церкви. В 1872 году здесь было отмечено 3 двора в селе Коровново и 23 в слободе, в 1907 году—30.

## Население
Постоянное население составляло 11 человек в селе и 136 в слободе, 191 (1897), 186 (1907), 342 в 2002 году (русские 95 %), 253 в 2022.